# Departamento de Antioquia
Koordinaten: 6° 30′ N, 75° 30′ W
Das Departamento de Antioquia [anˈtjokja] ist ein Departamento in der Región Caribe im Nordwesten Kolumbiens. Es besteht aus 125 Gemeinden (municipios). Antioquia ist von den Departamentos de Córdoba, Bolívar, Santander, Boyacá, Caldas, Risaralda und Chocó umgeben (im Uhrzeigersinn von Norden beginnend). Im äußersten Norden grenzt Antioquia an das Karibische Meer.

## Wirtschaftssektoren

### Bodenschätze
Antioquia ist reich an Bodenschätzen. Der Bergbau spielt eine bedeutende Rolle. Hauptsächlich werden Metalle wie Gold, Kohle, Platin und nichtmetallische Mineralien abgebaut. Aber auch Kohle, Eisen und Blei. Es ist außerdem reich an Erdöl, Eisen, Kupfer, Blei, Asbest, Zink und Marmor und die Region hält eine führende Rolle im Bergbau Kolumbiens. Darüber hinaus kontrolliert es etwa 60 % der nationalen Zementproduktion. Antioquia ist auch das Departement in dem am meisten Gold durch Auswaschen gewonnen wird.

### Industrie
Das industrielle Herz bildet die Metropolregion Valle de Aburrá mit dem Zentrum Medellín, unter anderem mit Lebensmittelverarbeitung, Elektro- und Textilindustrie. Dazu gibt es mit Baumwolle, Palmöl, Fahrzeug- und Papierindustrie, Lebensmittel, Textilien, Bekleidung, Pappe, Papier, Verlagswesen und Druck, Chemikalien und Waschmittel einige der strategischen Branchen des Landes.
Durch ausreichende und regelmäßige Regenfälle ist der Wasserreichtum von Antioquia immens. Es gibt zahlreiche Stauseen zur Stromgewinnung: Guatapé-El Peñol, Jaguas, Talsperre Playas, Talsperre Punchiná, Riogrande II, Miraflores, Talsperre Porce II, Talsperre Porce III und die Talsperre Troneras, Ituango-Talsperre, La García, La Fe und Piedras Blancas.

### Landwirtschaft
In Antioquia wird in 94 Gemeinden Kaffee angebaut. Die Ernte erstreckt sich von September bis Dezember. 78.000 Familien leben vom Kaffee und produzieren jährlich 2,2 Millionen Sack Kaffee (15,8 % der nationalen Produktion),
Insgesamt beschäftigt die Kaffeeernte 228.000 Menschen, von denen 196.000 die Kaffeebauern und deren Angehörige oder Landbewohner sind. Dazu kommen noch 32.000 Wanderarbeiter. Antioquia ist führend in der Milchproduktion mit der größten Molkereigenossenschaft in Lateinamerika, Colanta.

### Tourismus
Neben der Metropole Medellín zieht der Nationalpark Las Orquídeas viele auswärtige Besucher an.
Jährlich kommen fast eine Million Touristen nach Guatapé, ein kleiner Ort an einem Stausee (Wassersport und Bootsverleih), ca. 100 km von Medellin entfernt. Der Ort selbst hat viele Restaurants und bietet Übernachtungsmöglichkeiten.

## Administrative Unterteilung
Siehe Liste der Municipios im Departamento de Antioquia.

## Geschichte
Zuerst von Europäern erforscht wurde die Region von Rodrigo de Bastidas, Juan de la Cosa und Vasco Núñez de Balboa in den Jahren 1500 und 1501. Alonso de Ojeda legte 1510 die erste spanische Befestigung in San Sebastián de Urabá am Golf von Urabá an. Gaspar de Rodas gründete in den 1580er Jahren mehrere Städte im Binnenland. 1616 wurde Medellín gegründet. Bis ins 19. Jahrhundert war die Provinz eine der ärmsten Provinzen Neugranadas. 1829 und 1851 wurde sie von Bürgerkriegen betroffen. In der föderalistischen Epoche von 1856 bis 1885 erlebte sie einen wirtschaftlichen Aufschwung. Auch Bergbau und Industrie – vor allem in Medellín – sowie die Viehwirtschaft und der Anbau von Kaffee und Bananen entwickelten sich überdurchschnittlich und führten zu einem starken Bevölkerungswachstum. Die auch flächenmäßig große Provinz erlangte dadurch ein erhebliches politisches Gewicht innerhalb des kolumbianischen Staates.
Die positive wirtschaftliche Entwicklung machte die Region jedoch zur Zielscheibe von Rebellen der FARC wie auch vieler bewaffneter lokaler Banden. Sie ist heute ein Zentrum des Handels mit Kokain und anderen Drogen. In der Subregion Bajo Cauca werden Gold und Silber illegal von der FARC und lokalen Banden abgebaut.

## Bevölkerung
Etwa 80 Prozent der Bevölkerung sind europäischer Abstammung, etwa 11 Prozent Afrokolumbianer, weniger als 1 Prozent Indigene. Um Caimán Nuevo leben noch etwa 1000 Menschen, die Tule, eine Sprache der Chibcha-Familie, sprechen.
In den 1950er bis zum Beginn der 1970er Jahre kam es zu einem erneuten starken Bevölkerungswachstum mit Zuwachsraten von fast drei Prozent pro Jahr. Die verarmte Subregion Bajo Cauca ist durch einen noch immer hohen Bevölkerungszuwachs, ein niedriges Durchschnittsalter der Bevölkerung sowie durch ausufernde Gewalt in den Slums (barrios piratas) gekennzeichnet.